# Thulani Hlatshwayo
Thulani Hlatshwayo est un footballeur international sud-africain né le 18 décembre 1989 à Soweto. Il évolue au poste de défenseur central avec les Orlando Pirates.

## Biographie

### En club
Il commence le football au Senaoane Gunners FC avant de rejoindre les équipes jeunes de l'Ajax Cape Town en 2005. Il y commence sa carrière professionnelle en 2009 en jouant son premier match le 5 août en MTN 8 face à Orlando Pirates (victoire 2-1). Il marque son premier but le 15 avril 2011 lors d'une victoire 3-1 face à Golden Arrows.
Au début de l'année 2014, il signe un avant contrat avec Bidvest Wits et rejoint le club en juin. Il fait ses débuts le 1er août contre Bloemfontein Celtic en MTN 8 (victoire 0-0 4-3). Il marque son premier but sous ses nouvelles couleurs le 26 septembre face à AmaZulu (victoire 2-0). Il devient capitaine durant la saison 2015-2016. La saison suivante, il remporte la Premier Soccer League et le MTN 8. Lors de la saison 2017-2018, il remporte le Telkom Knockout.

### En équipe nationale
Il participe à la Coupe du monde des moins de 20 ans 2009 avec l'équipe d'Afrique du Sud -20 ans et au Championnat d'Afrique des nations des moins de 23 ans 2011 avec équipe d'Afrique du Sud olympique.
Il reçoit sa première sélection en équipe d'Afrique du Sud le 13 juillet 2013, lors de la Coupe COSAFA 2013 contre la Namibie (victoire 2-1). 
Il marque son premier but le 25 mars 2015, en amical face à l'Eswatini (victoire 3-1).
Il participe ensuite à la Coupe d'Afrique des nations 2015 et 2019. Depuis 2016, il est le capitaine de la sélection.

### Buts en sélection
| N° | Date             | Lieu                                            | Adversaire | Score | Résultat | Compétition                                                        |
| -- | ---------------- | ----------------------------------------------- | ---------- | ----- | -------- | ------------------------------------------------------------------ |
| 1. | 25 mars 2015     | Somhlolo National Stadium, Lobamba, Eswatini    | Eswatini   | 1–0   | 3–1      | Amical                                                             |
| 2. | 12 novembre 2016 | Peter Mokaba Stadium, Polokwane, Afrique du Sud | Sénégal    | 1–0   | 2-1      | Éliminatoires de la Coupe du monde de football 2018 : zone Afrique |
| 3. | 13 octobre 2018  | FNB Stadium, Johannesburg, Afrique du Sud       | Seychelles | 2–0   | 6–0      | Qualifications à la Coupe d'Afrique des nations de football 2019   |

## Palmarès

### Club
- Premier Soccer League
  - Champion :2016-2017
  - Vice-champion : 2010-2011[15], 2015-2016[16]
- Telkom Knockout
  - Vainqueur : 2017
  - Finaliste : 2009-2010[17]
- MTN 8
  - Vainqueur : 2016
  - Finaliste : 2009[18]

### Sélection
- Coupe COSAFA
  - Troisième : 2013